# 劉長吾
劉長吾（1388年—？），江西吉安府永豐縣興平鄉十一都人，明朝政治人物。進士出身。

## 生平
江西鄉試三十四名。永樂十年（1412年）壬辰科會試八十一名，殿試登進士第二甲第二十一名。

## 家族
曾祖劉復宗。祖父劉思恭。父亲劉子碩。